# Gerard Kever
Gerard Kever, né en 1956 à Kohlscheid, un quartier de la ville de Rode-le-Duc (arrondissement d'Aix-la-Chapelle), est un artiste peintre et graphiste allemand.
Il fait partie des Neue Wilde (Nouveaux Fauves).

## Biographie
Après une formation de vitrier d'art, Gerard Kever étudie les beaux-arts et le cinéma cinéma à l'école d'artisanat de Cologne (Kölner Werkschulen), puis obtient un diplôme du troisième cycle en arts graphiques libres et nouveaux médias/vidéo à la Cooper Union à New York.
En 1979, Kever rejoint le groupe d'artistes Mülheimer Freiheit à Cologne-Mülheim. Le groupe comprenait également Hans Peter Adamski, Peter Bömmels, Walter Dahn, Jiří Georg Dokoupil et Gerhard Naschberger. Il expose avec eux en 1980 et 1981 à la galerie Paul Maenz à Cologne et en 1981 au Musée de Groningue. En 1981, il expose également son travail à la Kunsthalle Wilhelmshaven et en 1982 au Musée Folkwang à Essen dans l'exposition collective 10 junge Künstler aus Deutschland.
Ses premières sculptures sont créées en 1983 et sont présentées dans l'exposition de 1984 Von hier aus – Zwei Monate neue deutsche Kunst in Düsseldorf. En 2003/2004, ses œuvres sont présentées à Karlsruhe dans l'exposition Obsessive Malerei – Ein Rückblick auf die Neuen Wilden.